# Wiglaf von Mercien

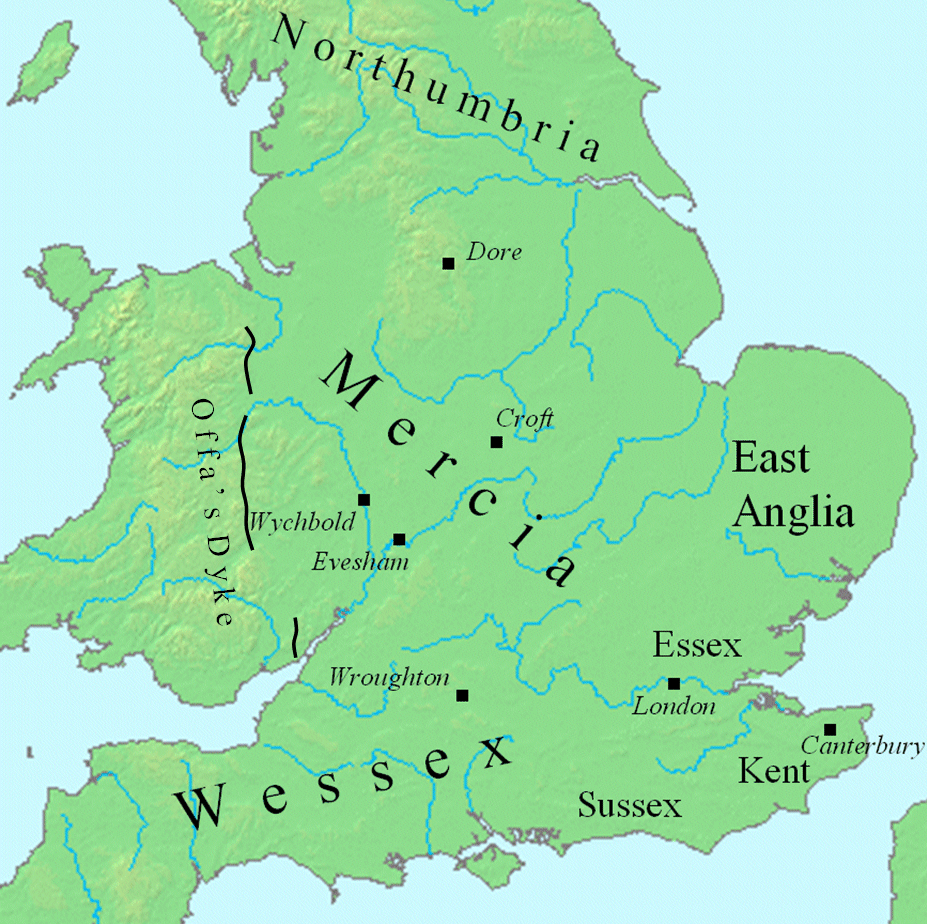
Mercia während der Regierungszeit Wiglafs

Wiglaf († 840) war König des angelsächsischen Königreichs Mercia von 827 bis 829 und von 830 bis zu seinem Tod im Jahre 840. Seine Herrschaftszeit fällt in die Zeit des kontinuierlichen Aufstiegs des Königreichs Wessex, das mit Mercia um die Vorherrschaft im angelsächsischen Südengland rivalisierte.

## Herrschaft
Wie auch schon sein Vorgänger, scheint Wiglaf nicht dem ursprünglichen Herrscherhaus der Könige von Mercia angehört zu haben. Wiglaf wurde König, nachdem sein Vorgänger Ludeca bei dem missglückten Versuch, die aufständischen Ostangeln zu unterwerfen, ums Leben gekommen war. Zu diesem Zeitpunkt war Mercia in ständige Auseinandersetzungen mit dem expandierenden Königreich Wessex verwickelt. König Egbert von Wessex, der über alle Hilfsmittel des südwestlichen England verfügen konnte, konzentrierte seine ganze Macht in einen Feldzug, unterwarf Mercia im Jahr 829 und wurde zum König von Mercia erhoben. Schon ein Jahr später konnte sich Wiglaf jedoch den Thron zurückerobern und die Herrschaft König Egberts abschütteln. Dies scheint als Folge eines Aufstandes durch die Mercier geschehen zu sein. Wiglaf konnte seine Herrschaft unangefochten ausüben, sein Herrschaftsgebiet erhalten und selbst erweitern, wenn auch nicht unangefochten, da er in ständige Konflikte mit Wessex verwickelt war. So blieb London während der Regierungszeit Wiglafs eine mercische Stadt und Ländereien an der mittleren Themse, die sowohl von Mercia als auch von Wessex beansprucht wurden, kamen unter die Herrschaft Wiglafs.

## Quelle
- The Anglo-Saxon Chronicle: MS A v. 3, Janet Bately (Hrsg.), Brewer, Rochester (NY) 1986, ISBN 0-8599-1103-9.